# رومبای کاتالان

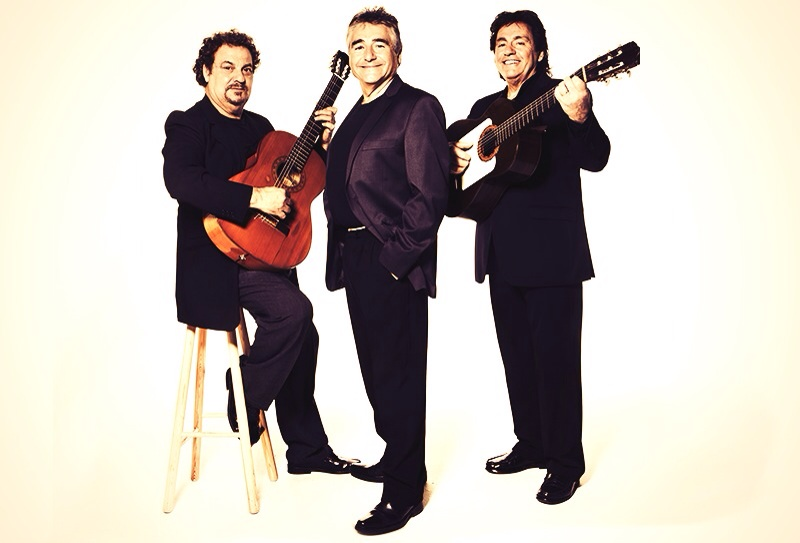
رومبای کاتالان

رومبای کاتالان (به کاتالونیایی: rumba catalana، IPA: [ˈrumbə kətəˈlanə]) یک سبک موسیقی است که توسط کولی‌های بارسلون ابتدا در ۱۹۵۰ میلادی شکل گرفت. ریتم‌های آن از سبک اندلسی رومبا فلامینگو مشتق شده که تحت تأثیر موسیقی کوبا و راک اند رول است.
کاتالان رومبا از جوامع کولی‌های کاتالان در محله‌های گارسیا و هوستا فرانکس سرچشمه گرفته است. این مردم در محله‌های حاشیه‌نشین به دو زبان کاتالانی و اسپانیایی سخن می‌گویند.